# تاتارهای چینی
تاتارهای چینی (تاتاری: Кытай татарлары) یکی از ۵۶ گروه قومی هستند (فهرست گروه‌های قومی در چین) که به‌طور رسمی به رسمیت شناخته شده‌اند. اجداد آن‌ها از تاتارهای ولگا هستند که به دلیل آزار استالین در دهه ۱۹۴۰ به شبه جزیره کریمه و سین کیانگ مهاجرت کردند.